# 蠔涌爆炸品案
蠔涌爆炸品案（或稱：蠔涌製彈案），是一宗發生於2015年的刑事案件。西貢區亞洲電視舊廠房内发现疑似爆炸品；案件經過數月審訊後，陪審團最終裁定五名被告中頭三名罪名成立。